# Вале Грацијети (Пескара)
Вале Грацијети (итал. Valle Grazietti) је насеље у Италији у округу Пескара, региону Абруцо.
Према процени из 2011. у насељу је живело 11 становника. Насеље се налази на надморској висини од 339 м.